# Kupa e Shqipërisë 2007-2008
La Coppa d'Albania 2007-2008 è stata la 56ª edizione della competizione. Il torneo è cominciato nell'agosto 2007 ed è terminato il 7 maggio 2008. La squadra vincitrice si qualifica per il primo turno preliminare della Coppa UEFA 2008-2009. Il Vllaznia ha vinto il trofeo per la sesta volta.

## Primo turno preliminare
Le partite si sono giocate il ?.
| Squadra 1  | Risultato | Squadra 2     |
| ---------- | --------- | ------------- |
| KF Cakrani | 0–3       | Egnatia       |
| Poliçani   | 0-2       | KF Pojani     |
| Iliria     | 4–1       | Domozdova     |
| Butrinti   | Ritiro    | KF Çlirimi    |
| Kukësi     | Ritiro    | Korabi        |
| Maliqi     | 5–2       | Gramozi       |
| Veleçiku   | 3–1       | Dinamo Tirana |
| Përmeti    | 5–6 rig   | Delvina       |

## Secondo turno preliminare
Le partite si sono giocate il ?.
| Squadra 1 | Risultato | Squadra 2 |
| --------- | --------- | --------- |
| Egnatia   | Ritiro    | Delvina   |
| KF Pojani | 1–0       | Veleçiku  |
| Iliria    | Ritiro    | Maliqi    |
| Butrinti  | Ritiro    | Kukësi    |

## Terzo turno preliminare
Le partite si sono giocate il ?.
| Squadra 1 | Risultato | Squadra 2  |
| --------- | --------- | ---------- |
| Butrinti  | Ritiro    | KS Egnatia |
| Iliria    | 4–1       | KF Pojani  |

## Sedicesimi di finale
Le partite di andata si sono giocate il 27 novembre e 28 novembre 2007, quelle di ritorno tra il 2 dicembre e il 5 dicembre.
| Squadra 1        | Totale | Squadra 2         | Andata | Ritorno |
| ---------------- | ------ | ----------------- | ------ | ------- |
| Butrinti         | 4–6    | Tirana            | 2–2    | 2–4     |
| Ada              | 3–4    | Flamurtari Valona | 2–0    | 1–4     |
| Gramshi          | 2–6    | Luftëtari         | 2–0    | 0–6     |
| Pogradeci        | 2–8    | Besëlidhja        | 2–0    | 0–8     |
| Laçi             | 4–2    | Lushnja           | 3–1    | 1–1     |
| Erzeni           | 1–3    | Turbina Cërrik    | 1–1    | 0–2     |
| Skrapari         | 2–3    | Partizani Tirana  | 0–2    | 2–1     |
| Sopoti           | 2–4    | Apolonia Fier     | 2–1    | 0–3     |
| Dajti            | 1–5    | Dinamo Tirana     | 0–2    | 1–3     |
| Bilisht Sport    | 5–8    | Shkumbini         | 4–5    | 1–3     |
| Iliria           | 2–4    | Teuta             | 1–1    | 1–3     |
| Tepelena         | 3–3    | Skënderbeu        | 3–2    | 0–1     |
| Tomori           | 2–7    | Elbasani          | 0–0    | 2–7     |
| Burreli          | 3–4    | Kastrioti         | 3–2    | 0–2     |
| Bylis Ballsh     | 2–6    | Besa Kavajë       | 2–3    | 0–3     |
| Naftetari Kucove | 3–9    | Vllaznia          | 2–3    | 1–6     |

## Ottavi di finale
Le partite di andata si sono giocate il 13 febbraio 2008, quelle di ritorno il 27 febbraio.
| Squadra 1         | Totale | Squadra 2        | Andata | Ritorno |
| ----------------- | ------ | ---------------- | ------ | ------- |
| Laçi              | 2–5    | Tirana           | 1–1    | 1–3     |
| Turbina Cërrik    | 0–4    | Teuta            | 0–0    | 0–4     |
| Besëlidhja        | 0–1    | Vllaznia         | 0–1    | 0–0     |
| Skënderbeu        | 1–5    | Partizani Tirana | 1–0    | 0–5     |
| Apolonia Fier     | 3–4    | Dinamo Tirana    | 0–1    | 3–3     |
| Luftëtari         | 1–3    | Besa Kavajë      | 1–1    | 0–2     |
| Shkumbini         | 2–3    | Elbasani         | 2–0    | 0–3     |
| Flamurtari Valona | 1–2    | Kastrioti        | 1–1    | 0–1     |

## Quarti di finale
Le partite di andata si sono giocate il 5 marzo 2008, quelle di ritorno il 12 marzo.
| Squadra 1     | Totale | Squadra 2        | Andata | Ritorno |
| ------------- | ------ | ---------------- | ------ | ------- |
| Kastrioti     | 1–4    | Tirana           | 0–3    | 1–1     |
| Elbasani      | 3–3    | Teuta            | 1–1    | 2–2     |
| Besa Kavajë   | 3–7    | Vllaznia         | 2–2    | 1–5     |
| Dinamo Tirana | 3–1    | Partizani Tirana | 0–0    | 3–1     |

## Semifinali
Le partite di andata si sono giocate il 9 aprile 2008, quelle di ritorno il 23 aprile.
| Squadra 1 | Totale | Squadra 2     | Andata | Ritorno |
| --------- | ------ | ------------- | ------ | ------- |
| Vllaznia  | 7–0    | Dinamo Tirana | 4–0    | 3–0     |
| Elbasani  | 3–4    | Tirana        | 0–3    | 3–1     |

## Finale
| Arbitro: | Babak Rafati |

|                   |           |  |
| Lika 3’ Sukaj 38’ | Marcatori |  |